# Prowincja Cagliari
Prowincja Cagliari (wł. Provincia di Cagliari) – prowincja we Włoszech. 
Nadrzędną jednostką podziału administracyjnego jest region (tu: Sardynia), a podrzędną jest gmina.
Działała do 1 stycznia 2017.
Liczba gmin w prowincji: 60.